# Nokia 5210

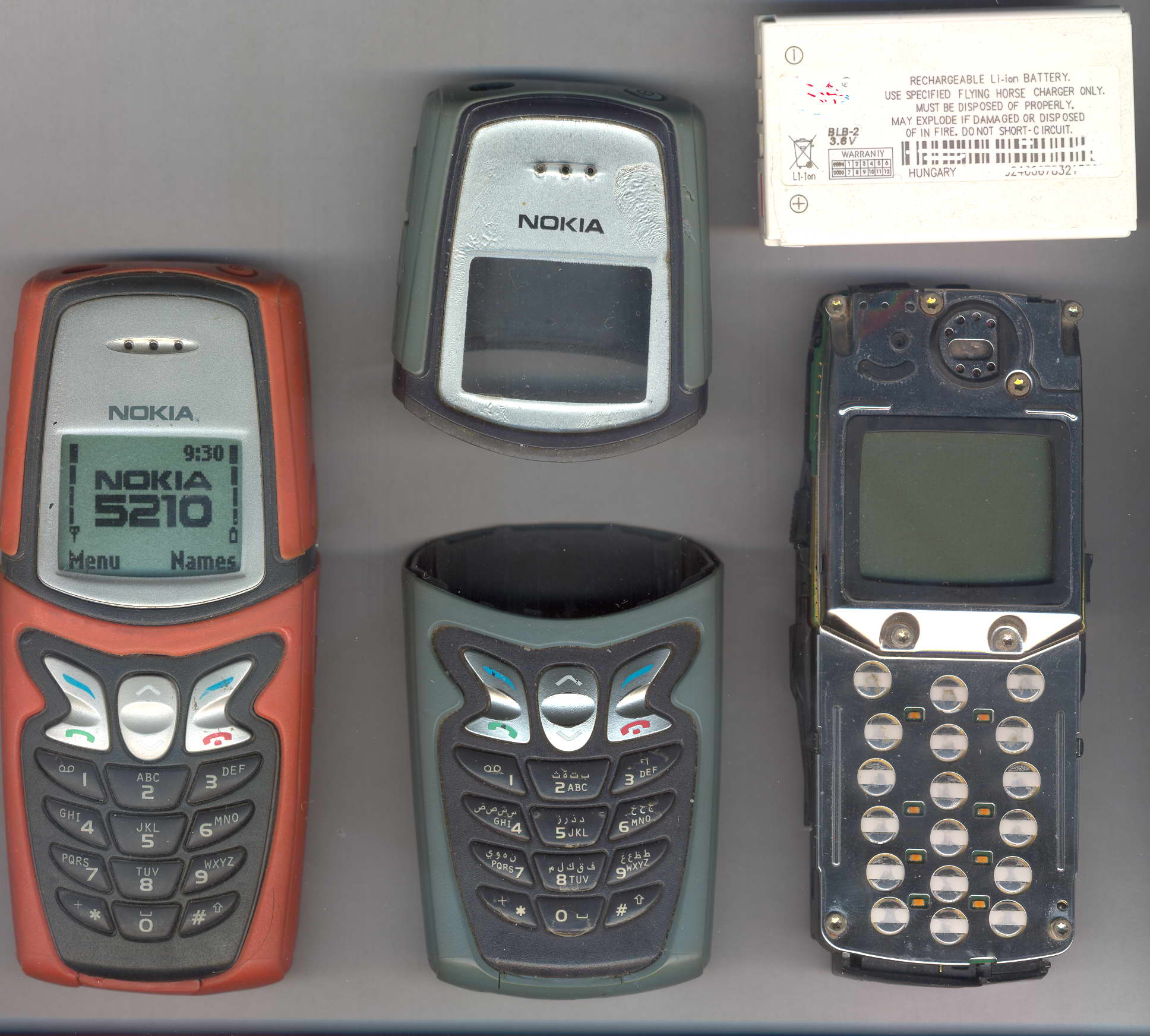
Nokia 5210.

Le Nokia 5210 est le premier téléphone portable robuste conçu par Nokia. 
Celui-ci est venu avec les coques Xpress-On et propose un navigateur WAP et un thermomètre, cependant celui-ci indique la température au niveau de la batterie. 
Ce modèle a été appelé le "téléphone de l'ouvrier" d'après les caractéristiques de sa coque, résistante aux impacts et à l'eau.
Il est remplacé par le Nokia 5100 en 2003.